# 프라우엔펠트역
프라우엔펠트역(Frauenfeld)은 스위스 투르가우주와 프라우엔펠트 지자체에 있는 기차역이다. 역은 빈터투어-로만스호른 철도 노선에 있으며 협궤 프라우엔펠트-빌 철도 노선의 종점이다.
주요 노선에서 프라우엔펠트는 브리크에서 로만스호른까지 인터시티 서비스, 루체른에서 콘스탄츠까지 인터레기오 서비스, 취리히 S-반 서비스 S24과 S30의 중간 정류장이다.
프라우엔펠트-빌 철도 노선의 장크트갈렌 S-반 S15 열차는 역 앞의 반호프플라츠 광장에서 종점이 된다.

## 역사
역은 로만스호른에서 욀리콘까지 계획된 콘스탄스 호수 철도의 13개 역 중 하나로 1853년에 설립되었다. 2년의 계획과 건설 끝에 로만스호른에서 빈터투어까지 보덴제반의 1단계가 가동되면서 개통되었다. 역 건물의 건축가는 취리히 HB, 빈터투어 및 바인펠덴의 역 건설을 담당한 야콥 프리드리히 반너였다.
2008년에 SBB는 역과 툰, 리스탈, 뤼티 ZH 및 이베르동레뱅에 역을 시범운영하여 역 후원자를 이용하여 여행자를 돌보기 시작했다.

## 운행편

### 장거리 노선
- 인터시티:  브리크 - 베른 - 취리히 HB - 로만스호른
- 인터레기오: 루체른 – 취리히 HB – 콘스탄츠

### 지역교통
- 취리히 S-반
  - S24 타잉엔 / 바인펠덴 – 빈터투어 – 취리히 플루크하헨 – 빕프킹엔 – 취리히 HB – 탈빌 – 추크
  - S30 빈터투어 – 프라우엔펠트 – 바인펠덴 (– 로만스호른 – 로르샤흐)

- 장크트갈렌 S-반
  - S15 프라우엔펠트 – 마트칭엔 – 빌